# Skomakargatan

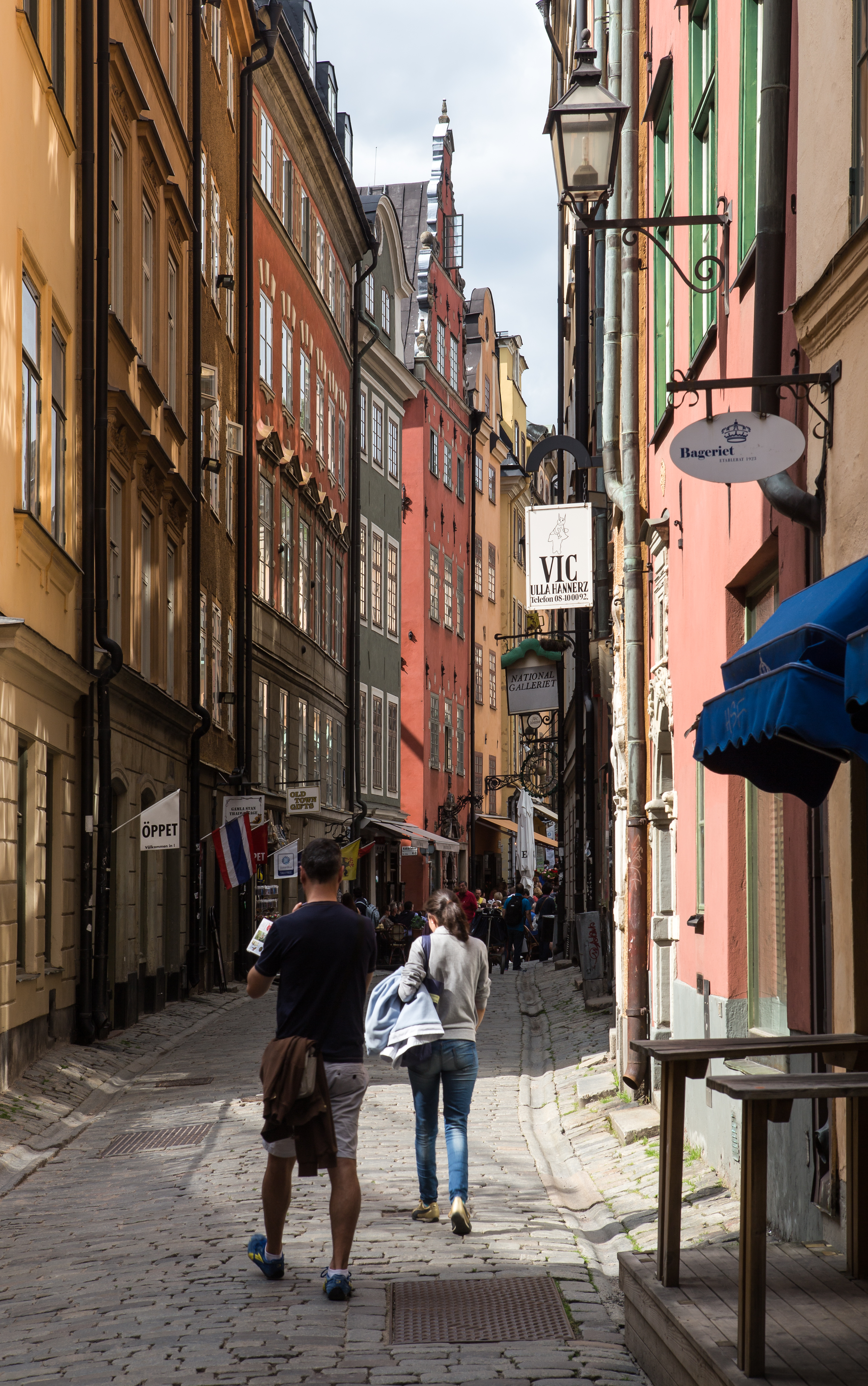
Skomakargatan mellan Tyska brinken och Stortorget.

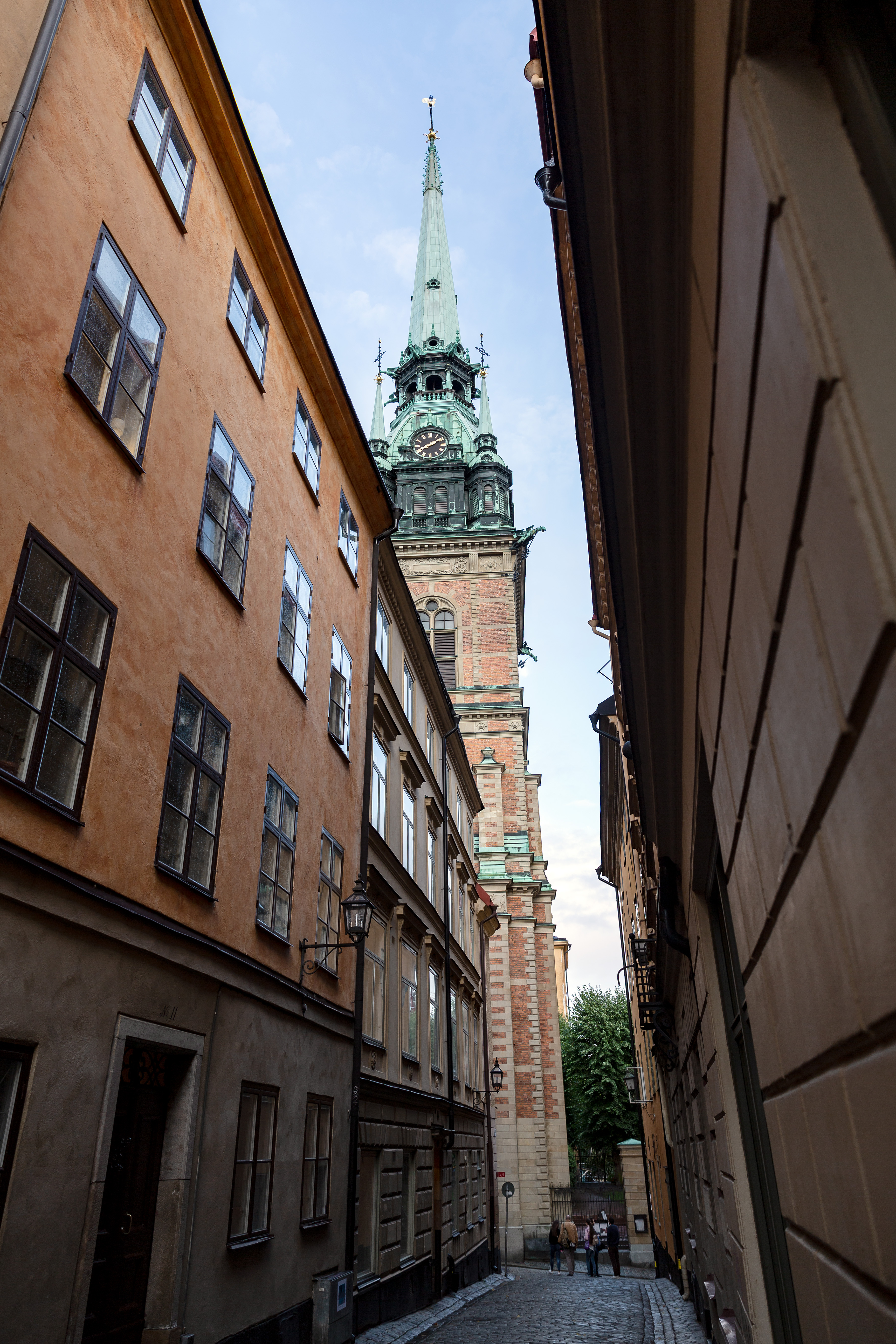
Skomarkargatan och Tyska kyrkan

Skomakargatan i Gamla stan, Stockholm går från Stortorget till Tyska Brinken och är jämte Köpmangatan Stockholms tidigast belagda ännu använda gatunamn. 

## Historia
Redan 1337 finns gatan omnämnd med namnet i latinsk form in vico sutorum/på skomakarnas gata. Namnet visar att gatan under medeltiden var skomakarnas speciella stråk, där de bodde och där de tillverkade och utbjöd sina varor. Ännu på 1600-talet och början av 1700-talet fanns ett stort antal skomakare bland gatans tomtägare. Vid Skomakargatan 11 låg Källaren Verkehrete Welt, känd sedan 1600-talet och existerade fram till 1800-talets början.
Gatan ledde då till Skomakarbrinken, som även kallades Skomakarporten efter en port i försvarsmuren, som fanns där intill Prästgatan. Porten finns omnämnd tidigast 1432. När Tyska kyrkan (1638–1642) byggts fick Skomakarbrinken namnet Tyska brinken. De höga gatunumren beror på att Skomakargatan räknas som en fortsättning av Trångsund. 

## Verksamheter (i urval)
- Nationalgalleriet, Skomakargatan 3